# Kvotgrupp
En kvotgrupp är inom matematik, specifikt gruppteori, en grupp som bildas utifrån en större grupp med hjälp av en ekvivalensrelation, som i sin tur definieras med hjälp av en normal delgrupp. Ekvivalensrelationen definierar ekvivalensklasser som partitionerar den ursprungliga mängden. Partitionerna bildar då en grupp i sig själva.
I kategoriteori är kvotgrupper exempel på kvotobjekt. Exempel på andra kvotobjekt är kvotringar, kvotrum och kvotmängder.

## Definition
Givet en grupp G kan man definiera multiplikation av delmängder till G genom:
{\displaystyle XY=\{xy:x\in X,y\in Y\}.}
Om N är en normal delgrupp till G kan man bilda mängderna av sidoklasser till N. Eftersom N är normal kommer vänstersidoklasserna och högersidoklasserna vara samma. Dessa sidoklasser bildar en grupp under multiplikation av delmängder. Mer noggrant, låt aN och bN vara sidoklasser till N. Då gäller att:
{\displaystyle aNbN=a\cdot 1NbN=abb^{-1}NbN={\mbox{(N normal)}}=a(bNb^{-1})bN=abNb^{-1}bN=abNN=abN\,}
så att produkten av två sidoklasser är återigen en sidoklass. Det neutrala elementet i kvotgruppen är sidoklassen {\displaystyle 1\cdot N} och det inversa elementet till {\displaystyle aN} är {\displaystyle a^{-1}N}.

## Exempel

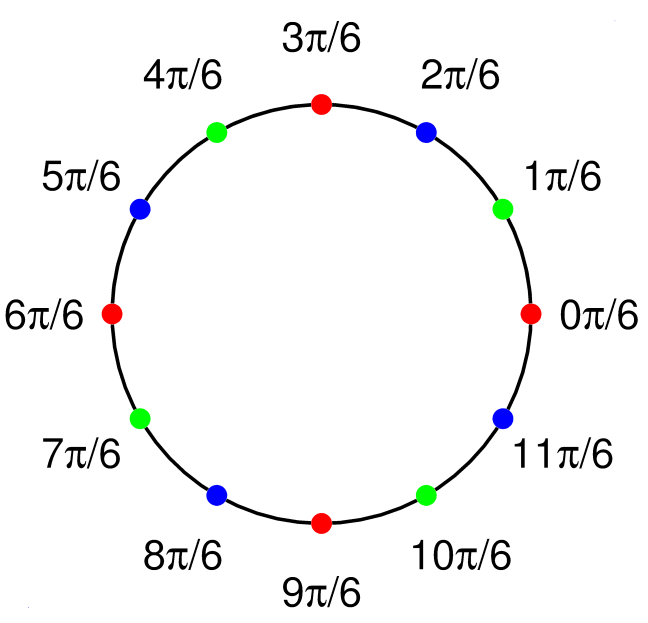
Lösningarna till och sidoklasser.

- Gruppen av heltal under addition, Z, är en abelsk grupp, så varje delgrupp är normal. Ta delgruppen av jämna heltal, 2Z och bilda kvotgruppen Z/2Z. Det finns två sidoklasser till 2Z i Z: mängden av jämna heltal och mängden av udda heltal, så kvotgruppen Z/2Z är den cykliska gruppen med två element, isomorf med gruppen bestående av {\displaystyle \{0,1\}} med operationen addition modulo 2.
- Den multiplikativa abelska gruppen bestående av alla lösningar till ekvationen {\displaystyle z^{12}=1} består av punkter på enhetscirkeln i det komplexa planet. En normal delgrupp är alla lösningar till ekvationen {\displaystyle z^{4}=1}, markerade med röda prickar i bilden till höger, som partitionerar gruppen i tre sidoklasser. Kvotgruppen blir den cykliska gruppen med tre element.
- Gruppen av reella tal under addition, R, med delgruppen av heltal Z, bildar kvotgruppen R/Z bestående av element r + Z där {\displaystyle 0\leq r<1} som är isomorf med cirkelgruppen {\displaystyle S^{1}} bestående av alla komplexa tal med absolutbelopp 1. En isomorfi ges av

{\displaystyle \phi (r+\mathbb {Z} )=e^{2\pi ir}}

## Egenskaper
Kvotgruppen G/G är isomorf med den triviala gruppen, gruppen med ett element, och G/{e}, där e är det neutrala element i G, är isomorf med G.
Ordningen av kvotgruppen G/N är detsamma som indexet för N.
Det finns en surjektiv grupphomomorfi {\displaystyle \pi :G\to G/N} definierad av {\displaystyle \pi (g)=gN}. {\displaystyle \pi }  kallas den kanoniska projektionen av G på G/N. Nollrummet av {\displaystyle \pi } är N.
Om G är abelsk, lösbar, nilpotent eller cyklisk har även G/N den egenskapen.